# 祇園東
祇園東（ぎおんひがし）又名祇園乙部，是日本京都市的一处花街，京都五花街之一（祇園甲部、祇園東、上七軒、先斗町、宮川町）。位于東山区花見小路通四条東側。江戸末期一度繁栄，500茶屋、艺妓、舞妓、娼妓1000人以上，受到文人、政治家欢迎。近年艺妓人数減少。

## 主要行事
- 始業式
- 節分
- 五花街合同公演
- 祇園祭
- 八朔
- 顔見世総見